# Cerro Tanaro
Cerro Tanaro, (Ser en piemontès) és un municipi situat al territori de la província d'Asti, a la regió del Piemont (Itàlia).
Limita amb els municipis de Castello di Annone, Masio, Quattordio i Rocchetta Tanaro.

## Galeria fotogràfica

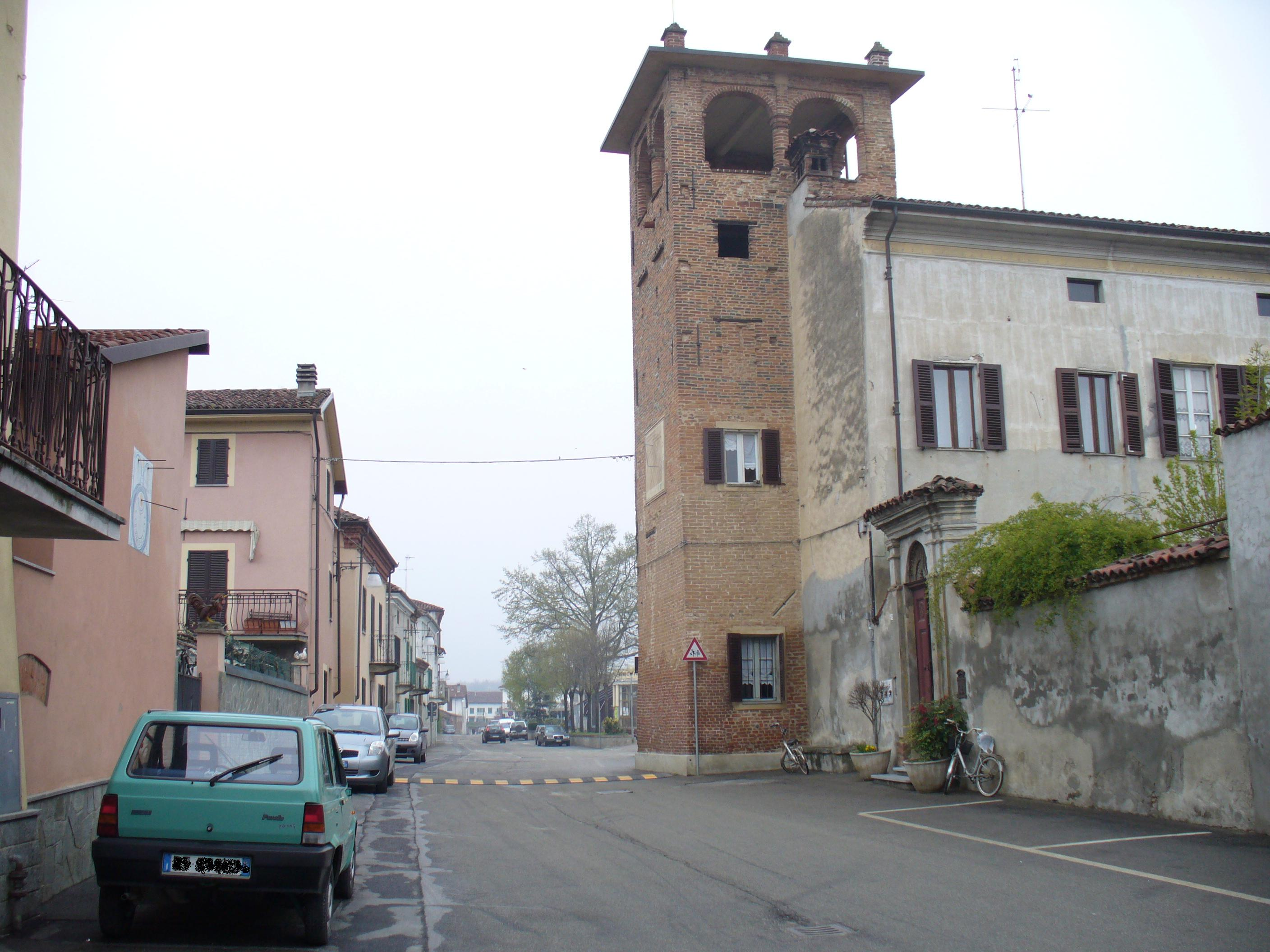
Vista del poble